# Malena Narvay
Malena Narvay (Buenos Aires, 16 de mayo de 1997), conocida también como Lena, es una actriz, cantante y compositora argentina. Es conocida por sus papeles en las telecomedias Quiero vivir a tu lado (2017) como Juana Justo Rouco, y Cien días para enamorarse (2018), como Emma Rosenfeld.
En 2019, comenzó su carrera como cantante lanzando su primer álbum de estudio titulado Lena.

## Biografía
Malena Narvay se crio en el barrio de Caballito, en Buenos Aires, con sus padres Eduardo y Valeria, y su hermana menor Violeta, quien también es actriz.

## Carrera profesional

### Carrera actoral
A la edad de 8 años, Malena comenzó a formarse en actuación y canto tomando clases con Hugo Midón en el taller Río Plateado. También estudió en escuela de actuación y comedia musical de Julio Bocca y tomó clases de actuación en el Estudio Actoral de Julio Chávez. Sus primeras experiencias profesionales fueron una pequeña participación que realizó en la película El vestido (2008) dirigida por Paula de Luque y un protagónico en el cortometraje The Other Side (2009), que compitió en el festival de cortometrajes de Londres. En 2012, luego de quedar de un casting de más de 350 niños, Narvay fue seleccionada para integrar el elenco principal de la obra teatral Insomnio dirigida por Ricky Pashkus en el Centro Cultural Borges, cuyo papel también se encargó de repetir al año siguiente en Insomnio recargado (2013).

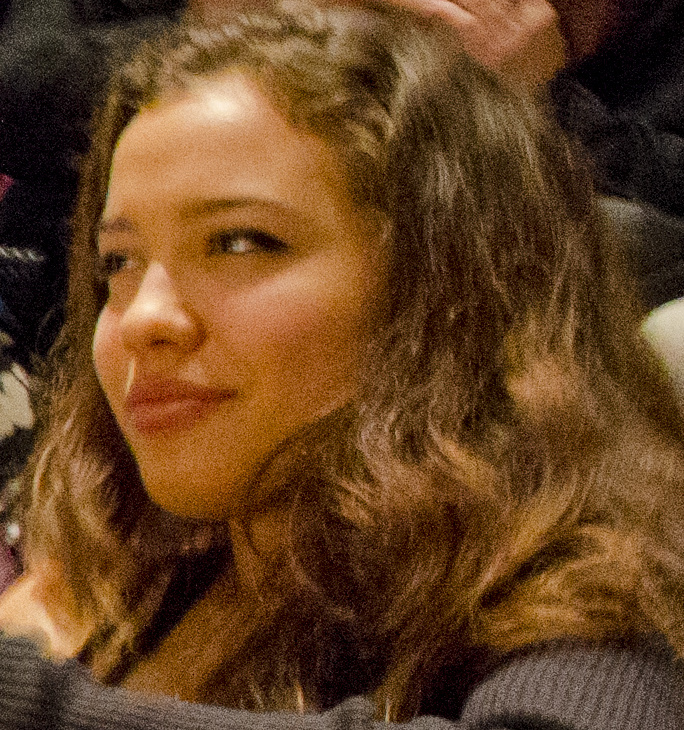
Narvay en el evento Nuestro teatro en 2014.

Su primer papel en televisión fue el de Sofía en la telenovela Mis amigos de siempre (2014), producida por Pol-ka y emitida por El trece. En 2015, comenzó con los ensayos de la obra teatral Subibaja dirigida por Aldana Siro, la cual tuvo su estreno en 2016 en el Estudio Julio Chávez. Ese mismo año, consiguió un papel en la ficción La leona de Telefe, donde interpretó a María Leone en su juventud, cuyo papel fue compartido con Nancy Duplaá.
Aunque no fue hasta en 2017, donde Narvay adquirió popularidad en los medios cuando fue la encargada de personificar a Juana Justo Rouco en la telenovela Quiero vivir a tu lado emitida por El trece, en la cual interpretó a la hija de los personajes de Florencia Peña y Mike Amigorena, y a su vez tenía una historia romántica con el personaje de Julián Serrano, cuya pareja fue muy comentada en las redes sociales y Malena adquirió el mote de «la Angelina Jolie argentina». A su vez, interpretó a Cecilia en la tira juvenil Divina, está en tu corazón también televisada por El trece.
En 2018, Narvay volvió a tomar notoriedad al ser parte del elenco principal de la telenovela 100 días para enamorarse, producida por Underground para Telefe, donde jugó el papel de Emma Rosenfeld, el interés romántico de Juan (Maite Lanata), un chico trans que es su compañero en el colegio. Ese año, le tocó interpretar a la escritora uruguaya Blanca Luz Brum durante su juventud en la película No viajaré escondida dirigida por Pablo Zubizarreta.
En 2019, se anunció que Malena se unió al elenco de la segunda temporada de El host emitida por FOX y donde encaró el papel de Guadalupe, la hija del personaje de Martín Bossi. Asimismo, fue convocada para protagonizar junto a Candelaria Molfese, Vivian El Jaber, Ana Gutiérrez y Carlos Casella la obra musical La llamada en el teatro El Globo, donde personificó a Susana quién está en un campamento de monjas con su amiga y ambas sueñan con cantar reguetón y música electrónica. Ese mismo año, filmó la película Yo, adolescente dirigida por Lucas Santa Ana, donde compartió pantalla con Renato Quattordio y la misma se estrenó el 23 de julio de 2020.
A inicios del 2020, Malena se sumó al elenco principal de la segunda temporada de la serie El mundo de Mateo, que fue estrenada el 1 de julio de 2021 en Flow, en la cual volvió a compartir escenas con Renato Quattordio.
A mediados del 2023, Narvay apareció en la película española de comedia Me he hecho viral, en la cual interpretó el papel de Carlota «Bolita». 

### Carrera musical
Su primera experiencia profesional como cantante fue cuando estuvo invitada a interpretar una canción en el programa Pizarro en 30 (2013) presentado por Jorge Pizarro en el Canal Metro. En 2014, Malena fue invitada a participar en un show junto a la Mega Big Band en el Teatro Municipal de Lomas de Zamora, donde interpretó los temas «Feeling Good» y «Rehab». En el 2015 se puso a estudiar música, teoría y composición en la Escuela de Música de Buenos Aires y a partir de entonces se dedicó a la composición de sus propios temas.
El 19 de julio de 2019, Narvay lanzó «Dos copas» como el primer sencillo de su álbum debut junto al video oficial de la canción. A esta canción le siguió «Esta historia» como el segundo sencillo de su primer álbum, la cual fue estrenada en septiembre y la misma está dedicada al youtuber Julián Serrano. En octubre del mismo año, lanzó el tercer sencillo de su álbum titulado «Invencible (No Soy)», que tuvo su preestreno en el Club Cultural Matienzo y el videoclip fue dirigido por Mariano Dawidson. En noviembre estrenó «Encontrarte» como el cuarto sencillo de su álbum y en diciembre se presentó en La Tangente junto a su banda para promocionar su música.
Seguidamente, su álbum debut fue nombrado Lena y lanzado el 6 de diciembre de 2019 bajo el sello discográfico de Perra Santa Music. Fue producido por Eduardo Bergallo, Eduardo Blacher, Tatán Gejtman y grabado orgánicamente en los estudios de Revólver y Puro Mastering con instrumentos musicales, que le otorgó autenticidad a las diez canciones que componen su disco, las cuales están inspiradas en el rock clásico y el pop. A fines de ese mismo año, Narvay fue invitada para cantar en los shows de la banda de rock uruguaya No te va Gustar.
En abril de 2020, Narvay lanzó «Loca» como el quinto sencillo de Lena junto a su vídeo oficial. Luego de una pausa, Narvay lanzó en julio de 2021 el sencillo «Mentirosa» , en colaboración con Estani y producida por Big One. A fines de ese año, publicó en solitario el sencillo «Plan». Tras un año sin lanzar música propia, Narvay estrenó «Vienna», una canción electrónica en colaboración con el DJ alemán Boris Brejcha. A fines de año, publicó la canción «Come Back» en colaboración con el productor musical Lucas Murua.
El 17 de septiembre de 2024, Narvay lanzó, a través de Grand Move Records  y Warner Music Argentina, su primer extended play titulado Dualidad compuesto por seis canciones que se caracterizan por los sonidos del pop electrónico.

## Filmografía

### Cine
| Año  | Título               | Papel                     | Notas        |
| ---- | -------------------- | ------------------------- | ------------ |
| 2008 | El vestido           |                           |              |
| 2009 | El otro lado         |                           | Cortometraje |
| 2018 | No viajaré escondida | Blanca Luz Brum           |              |
| 2020 | Yo, adolescente      | Tina                      |              |
| 2021 | Cuarto B             | Novia                     | Cortometraje |
| 2022 | Pipa                 | Mercedes «Mecha» Carreras |              |
| 2023 | Me he hecho viral    | Carlota «Bolita»          |              |
| 2024 | Historias            | Cecilia                   |              |

### Televisión
| Año  | Título                          | Papel               | Notas |
| ---- | ------------------------------- | ------------------- | ----- |
| 2014 | Mis amigos de siempre           | Sofía               |       |
| 2016 | La leona                        | María Leone (joven) |       |
| 2017 | Quiero vivir a tu lado          | Juana Justo Rouco   |       |
| 2017 | Divina, está en tu corazón      | Cecilia             |       |
| 2018 | 100 días para enamorarse        | Emma Rosenfeld      |       |
| 2019 | El host                         | Guadalupe           |       |
| 2021 | El mundo de Mateo               | Ana Gagliardi       |       |
| 2023 | Freeks                          | Charo               |       |
| TBA  | Serie sin titulo de Yiya Murano | TBA                 |       |

### Videos musicales
| Año  | Video        | Papel | Artista      | Ref(s)        |
| ---- | ------------ | ----- | ------------ | ------------- |
| 2021 | «Fuiste mía» | Chica | MYA y Ha*Ash | [ 28 ] [ 29 ] |

## Teatro
| Año  | Título              | Papel  | Lugar                  |
| ---- | ------------------- | ------ | ---------------------- |
| 2012 | Insomnio            |        | Centro Cultural Borges |
| 2013 | Insomnio recargardo |        | Centro Cultural Borges |
| 2016 | Subibaja            |        | Estudio Julio Chávez   |
| 2019 | La llamada          | Susana | Teatro El Globo        |

## Discografía

### Álbumes de estudio
| Año  | Álbum                                                                         |
| ---- | ----------------------------------------------------------------------------- |
| 2019 | Lena - Lanzamiento: 6 de diciembre de 2019. - Formatos: CD y descarga digital |

### EP
| Año  | Álbum                                                                                      |
| ---- | ------------------------------------------------------------------------------------------ |
| 2024 | Dualidad - Lanzamiento: 17 de septiembre de 2024. - Formatos: Descarga digital y streaming |

### Sencillos como artista principal
| Año  | Sencillo                      | Posiciones en listas | Posiciones en listas | Álbum     |
| Año  | Sencillo                      | ARG                  | ARG Nacional         | Álbum     |
| ---- | ----------------------------- | -------------------- | -------------------- | --------- |
| 2019 | «Dos copas»                   | —                    | —                    | Lena      |
| 2019 | «Esta historia»               | —                    | —                    | Lena      |
| 2019 | «Invencible (No Soy)»         | —                    | —                    | Lena      |
| 2019 | «Encontrarte»                 | —                    | —                    | Lena      |
| 2020 | «Loca»                        | —                    | —                    | Lena      |
| 2021 | «Mentirosa» (con Estani)      | 74                   | 10                   | Sin álbum |
| 2021 | «Plan»                        | —                    | —                    | Sin álbum |
| 2023 | «Alerta»                      | —                    | —                    | Sin álbum |
| 2023 | «Ansiedad»                    | —                    | —                    | Sin álbum |
| 2023 | «Come Back» (con Lucas Murua) | —                    | —                    | Sin álbum |

### Sencillos como artista invitada
| Año  | Sencillo                                         | Álbum     |
| ---- | ------------------------------------------------ | --------- |
| 2022 | «Nos vamos a elevar» (con Yoby y Sofía Thompson) | Sin álbum |
| 2023 | «Vienna» (con Boris Brejcha)                     | Level One |
| 2023 | «D After» (con Dellacruz)                        | Sin álbum |

## Premios y nominaciones
| Año  | Organización                  | Categoría                                      | Trabajo                   | Resultado | Ref(s) |
| ---- | ----------------------------- | ---------------------------------------------- | ------------------------- | --------- | ------ |
| 2017 | Fans Awards                   | Revelación                                     | Quiero vivir a tu lado    | Nominada  | [ 32 ] |
| 2018 | Kids' Choice Awards Argentina | Villana favorita                               | Cien días para enamorarse | Nominada  | [ 33 ] |
| 2018 | Kids' Choice Awards Argentina | Instagramer favorito                           | Ella misma                | Nominada  | [ 33 ] |
| 2018 | Fans Awards                   | Shippeo favorito (compartido con Maite Lanata) | 100 días para enamorarse  | Nominada  | [ 34 ] |
| 2025 | Premios Carlos Gardel         | Mejor álbum de música electrónica              | Dualidad                  | Nominada  | [ 35 ] |